# Quirguistão nos Jogos Paralímpicos
O Quirguistão participou pela primeira vez dos Jogos Paralímpicos em 1996, e enviou atletas para competirem em todos os Jogos Paralímpicos de Verão desde então. Em relação aos Jogos Paralímpicos de Inverno a primeira participação do Quirguistão foi em 2014.